# Giáo dục tình cảm
Giáo dục tình cảm (tiếng Pháp: L'Éducation sentimentale) là tiểu thuyết cuối cùng của Gustave Flaubert được xuất bản trong đời ông, và được xem là một trong những tiểu thuyết gây ảnh hưởng nhất thế kỷ 19, theo đánh giá của George Sand, Emile Zola và Henry James.

## Tóm tắt tác phẩm
Năm 1840, Frédéric Moreau, một chàng thanh niên tỉnh lẻ vừa thi đậu tú tài và đang trong lúc hy vọng tràn trề về những vinh quang trong văn học và nghệ thuật mà chàng mong mỏi. Trên một chuyến tàu, tình cờ Frédéric quen biết với Arnoux, một thiếu phụ trẻ và Fréderic bị chinh phục bởi vẻ duyên dáng của nàng. Khi lên Paris học luật, anh đã tìm gặp Arnoux.
Ở Paris, Frédéric đã lần lượt thử nghiệm nhiều con đường để đạt đến thành công. Anh thử đến với một người buôn các bức danh họa và tái tạo chúng, khi lại gia nhập một nhóm thanh niên khát khao quyền lực, hoặc gia nhập một nhóm khác có khát vọng làm giàu... Sau nhiều lần thất bại và va chạm với thực tế yêu đương cũng như những tham vọng trong sự nghiệp, cuối cùng Frédéric đã vỡ mộng. Ước vọng nhiều để chẳng làm được gì cả, bản thân Frédéric lại là con người nhạy cảm dễ bị tổn thương. Anh luôn luôn tôn thờ quá khứ với tình yêu lãng mạn dành cho bà Arnoux. Nên Frederic đã không cưới vợ giàu có để tìm cơ hội tiến thân và cũng không tìm được sự yên ổn trong mối quan hệ dễ dãi với một cô gái Rosanette. Anh chứng kiến những biến cố lịch sử với một thái độ thờ ơ đến lạnh nhạt của người ngoài cuộc.
Niềm tôn thờ lãng mạn của anh đối với bà Arnoux mà anh tưởng là vĩnh cửu cuối cùng cũng chỉ là ảo tưởng mà thôi. Sau nhiều năm xa cách, anh gặp lại bà và ngỡ ngàng trước mái tóc bạc của người tình xưa. Bà lại ra đi và chỉ để lại cho anh một cảm giác nhói đau về mái tóc đã bạc và những lời âu yếm hình như không còn có thể dành cho anh, mà cho một dĩ vãng.
Câu chuyện kết thúc bằng một đêm tâm sự của Frédéric và bạn anh là Deslauriers, người bạn này đã đi theo con đường chính trị, hiên ở trong chính phủ lâm thời. Họ ngồi bên bếp lửa nói về số phận của mình, người đi theo ảo ảnh tình yêu, người đi theo chính trị để rồi tất cả đều làm lỡ làng của mình.